# Чемпионат Исландии по футболу 1933
Чемпионат Исландии по футболу 1933 стал 22-м розыгрышем чемпионата страны. Чемпионом стал «Валюр».

## Турнирная таблица
| М | Команда   | И | В | Н | П | Мячи   | ±   | О |
| - | --------- | - | - | - | - | ------ | --- | - |
| 1 | Валюр     | 3 | 3 | 0 | 0 | 17 − 3 | +14 | 6 |
| 2 | Рейкьявик | 3 | 2 | 0 | 1 | 11 − 7 | +4  | 4 |
| 3 | Фрам      | 3 | 1 | 0 | 2 | 6 − 8  | −2  | 2 |
| 4 | Викингур  | 3 | 0 | 0 | 3 | 0 − 16 | −16 | 0 |

И — игры, В — выигрыши, Н — ничьи, П — проигрыши, Мячи — забитые и пропущенные голы, ± — разница голов, О — очки

## Интересные факты
- В том сезоне продолжилась уникальная для «Викингура» серия: столичный клуб опять проиграл все игры. Эта серия будет длиться до 1937, когда Викингур откажется участвовать в первенстве.
- В решающем матче между «Валюром» и «Рейкьявиком» 15 июня 1933 при счёте 2:2 получил тяжёлую травму 22-летний вратарь «Валюра» Йон Карел Кристбьёрнссон. В ворота стал Герман Херманссон (будущий основной вратарь команды), и его игра позволила клубу выиграть 6:3. К несчастью, Кристбьёрнссон скончался от осложнений через четыре дня.